# Il GGG
Il GGG (Grande Gigante Gentile: nell'originale inglese, The BFG, The Big Friendly Giant) è un libro per ragazzi ambientato a Londra nel 1982 scritto da Roald Dahl. In Italia fu pubblicato per la prima volta da Salani nel 1987 nella collana Gl'istrici con il numero 1. Il GGG è una delle opere predilette di Roald Dahl.
Dal libro sono stati tratti due film: Il mio amico gigante (1989) e Il GGG - Il grande gigante gentile (2016).

## Trama
Una notte, durante l’Ora delle ombre, il momento in cui tutti sono profondamente addormentati, non riuscendo a dormire, la piccola Sofia vide oltre la finestra dell'orfanotrofio in cui viveva, un gigante.
Il gigante era quattro volte più grande di un essere umano, e camminava verso di lei seguendo una particolare andatura. Sofia riuscì a osservare, guardandolo con più attenzione, che il gigante si fermava davanti ad ogni casa e sbirciava dalla finestra. Quando il gigante si fermò davanti alla finestra dei Goochey, che avevano un negozio di frutta e verdura in città, però, Sofia notò che il gigante fece un passo indietro e posò la valigia sul selciato, poi estrasse una sorta di barattolo di vetro che conteneva un liquido. Lo aprì e ne versò il contenuto nella campana della lunga tromba che teneva tra le mani. Introdusse lo strumento all’interno della finestra e soffiò nella tromba. Poi si chinò per riprendere la sua valigia. Sofia intravide nell’oscurità appena illuminata il suo volto e le sue enormi orecchie. Allora, spaventata, si rintanò nel suo letto, ma pochi minuti dopo vide un’enorme mano entrare dal davanzale. Il gigante la sollevò dal suo letto e la portò via con sé nel paese dei giganti.
Una volta arrivati in quel paese lontanissimo e inesistente su qualsiasi mappa geografica, Sofia temeva profondamente di essere mangiata. Il gigante prese Sofia che tremava di paura tra le mani, e la portò fino alla tavola, poi la osservò con attenzione mentre lei fece lo stesso con lui. Il gigante aveva orecchie grandi come le ruote di un camion che sembravano potersi muovere e girarsi a piacimento con cui era in grado di percepire ogni minimo sussurro dell’Universo. Dai racconti del gigante, Sofia capì che il cibo preferito da questa specie erano gli umani e che ogni popolo della terra aveva un gusto diverso: il popolo di Panama aveva un forte sapore di cappello, il popolo delle Isole Shetland lasciava un forte retrogusto di lana.
Il gigante, attraverso i suoi racconti confessò a Sofia la sua disapprovazione per il modo che avevano i suoi simili di procacciarsi cibo. Lui, infatti, non avrebbe mai osato compiere atti del genere. Le rivelò, allora, il suo nome, che rispecchiava a pieno le sue caratteristiche. Lui era il GGG (il Grande Gigante Gentile). Il GGG amava portare sogni alla gente ed aveva rapito Sofia solo per evitare che la bambina facesse parola dell'esistenza di esseri terrificanti e altissimi come i giganti. Il GGG mangiava solamente cetrionzoli, dei tuberi grossi e bitorzoluti dal sapore sgradevolissimo. In compenso, al posto dell’acqua era solito bere, come tutti gli altri giganti, lo sciroppio, una bevanda dolcissima e squisita ma molto particolare. Le sue bollicine, infatti, non tendevano a salire verso l’alto, come quelle delle bibite effervescenti degli umani, ma si dirigevano, invece, verso il basso.
Un giorno, mentre i due si recavano ad acchiappare sogni, il passatempo preferito del GGG, dovettero affrontare il gruppo degli altri giganti (l'Inghiotticicciaviva, il Ciuccia-Budella, lo Strizza-Teste, il Trita-Bimbo, il Vomitoso, il Crocchia-Ossa, lo Spella-Fanciulle, il San Guinario e lo Scotta-Dito). Sebbene anche lui fosse molto alto, il GGG risultava di gran lunga più basso rispetto ai suoi compagni, in più la sua vita appartata e le sue singolari passioni lo portavano ad essere preso in giro e infastidito in continuazione. Per giunta, siccome gli altri giganti cominciavano a sospettare della presenza di Sofia poiché avevano sentito il GGG parlare a lungo nella sua caverna, quel luogo iniziava ad essere sempre meno sicuro per la bambina.
Dal momento che il GGG era deciso a fermare i soprusi che gli altri giganti compivano ogni notte sugli umani, ma non sapeva come fare, Sofia decise di aiutarlo. Insieme escogitarono un piano che prevedeva la fabbricazione di un sogno da soffiare nella stanza della Regina d’Inghilterra per rivelarle l’esistenza dei giganti e gli atti terribili che compivano ogni notte. Il GGG, infatti, era un esperto collezionista di sogni, ne aveva di tutti i tipi e li conservava divisi per categoria, all’interno della sua grotta, nel tempo libero, invece usciva a catturarli. Ogni sogno poteva essere creato mescolandone di altri e soffiato nella stanza di qualsiasi umano. Per la Regina, i due decisero di creare un sogno in cui nove spaventosi giganti di venti metri galoppavano verso l’Inghilterra in piena notte e strappavano i bambini e le bambine dai loro letti per mangiarli.Il sogno si sarebbe poi concluso con una bambina seduta sul davanzale della finestra della Regina che le rivelava dove si nascondeva il Grande Gigante Gentile. Dopo essersi svegliata, la Regina avrebbe visto Sofia, in carne ed ossa, seduta sul davanzale, ripetere le stesse parole del sogno per farle comprendere che, se una parte del sogno era vera, anche tutto il resto poteva esserlo. Il GGG preparò la miscela per il sogno e la notte stessa partì insieme a Sofia per Londra. Arrivati al Palazzo della Regina, si intrufolarono nel giardino e, individuata la stanza della Regina grazie all’udito del GGG, soffiarono il sogno al suo interno. Poi, Sofia prese posto sul davanzale, mentre il GGG si nascose nel giardino ad aspettare.
Quando spuntò l’alba, Sofia sentì che qualcuno girava la maniglia e entrava nella stanza, era Mary che, come ogni mattina, serviva la colazione. La Regina, ancora scossa dall’incubo, le raccontò ogni dettaglio di quel tremendo sogno. Quando aprirono le tende per far entrare un po’ di luce, la cameriera strillò, Sofia rimase paralizzata e la Regina basita, non appariva stupita ma piuttosto spaventata, poi le domandò come avesse fatto ad introdursi nel Palazzo. Sofia confermò con le sue parole, ciò che la Regina aveva visto nel suo sogno e invitò ad avvicinarsi il GGG. La Regina decise così di invitarli a colazione per ascoltare i loro racconti e indagare sulla questione. L’annuncio che Sua Maestà avrebbe fatto colazione entro mezz’ora nel salone dal ballo in compagnia di un gigante, provocò uno straordinario trambusto in tutto il palazzo. Mister Tibbs, il maggiordomo, fece di tutto per accontentare la Regina nel poco tempo concessogli.
Durante la colazione, oltre ad assaggiare squisite prelibatezze, il GGG conversò a lungo con la Regina delle abitudini dei suoi compagni giganti e delle loro terribili attività notturne. La Regina decise allora di convocare il Capo dell’Esercito e il Capo dell’Aviazione per elaborare insieme a loro una strategia, sconfiggere i giganti e salvare gli umani dai loro crudeli spuntini notturni. Il GGG suggerì, allora, di catturare i giganti mentre facevano il loro consueto riposino al pomeriggio. I soldati si sarebbero arrampicati su di loro e avrebbero legato loro mani e piedi, poi con l’ausilio degli elicotteri avrebbero legato i giganti dalla pancia e li avrebbero trasportati fino a Londra. La cattura avvenne con grande successo, i giganti furono trasportati in Inghilterra e gettati in un’enorme fossa. Furono dati loro da mangiare solamente cetrionzoli. Infine, il GGG su consiglio di Sofia scrisse un libro per raccontare la sua avventura. Lo mostrò alla Regina che lo lesse ai suoi nipotini e propose di farlo stampare. Il GGG per modestia, non volle che in copertina vi fosse il suo nome e vi inserì quello di un altro (Roald Dahl, l’autore del testo). Il libro che ci troviamo a leggere è proprio il manoscritto scritto dal gigante.

## Scelte linguistiche
In inglese viene impiegato il termine "gobblefunk"  in riferimento alle particolari scelte linguistiche di Roald Dahl. Nel corso della sua carriera, infatti, l'autore britannico ha inventato più di 500 parole e nomi di personaggi. Molte di queste parole sono presenti nel testo Il GGG. Spesso queste parole, terminano con vezzeggiativi o diminutivi divertenti. Il testo assume un tono ironico ed è ricco di termini inusuali e ironici. Nella traduzione in italiano del testo si è tentato di mantenere tali caratteristiche. Alcuni esempi di termini inconsueti sono:
- popolli della terra (i popoli della terra), nell'edizione in lingua originale human beans (human beings)
- cetrionzolo (per indicare un grande ortaggio, simile a un cetriolo ma bitorzoluto e disgustoso.
- sciroppio (una bevanda effervescente squisita)

## Personaggi

### Il GGG
Il GGG (Grande Gigante Gentile) è uno dei personaggi più amati da Roald Dahl. Viene citato in due storie dell'autore "Danny the Champion of the world" e, ovviamente "il GGG". Nella prima storia, il gigante è il protagonista di una storia della buonanotte raccontata a Danny dal padre.
Il GGG è senza dubbio il più piccolo delle creature del suo paese, ma anche il più gentile. Mentre gli altri ogni notte si affannano per divorare quantità spropositate di esseri umani, lui si dedica a catturare sogni e si ciba esclusivamente di cetrionzoli e sciroppio. Il GGG parla una lingua particolare fatta di ironiche storpiature.

### Sofia
Sofia viene rapita dall'orfanotrofio in piena notte dal GGG. È una bambina molto coraggiosa e determinata. Dopo essersi allontanata dalla sua città nel cuore della notte, percorre un lungo viaggio verso il paese dei giganti, nascosta nel palmo della mano del GGG. Una volta arrivata in quella località sconosciuta, e dopo aver realizzato che il GGG non l'avrebbe mai mangiata, prende rapidamente in mano la situazione, con grande curiosità cerca di scoprire tutti i segreti di quel posto magnifico e assaggia cetrionzoli e sciroppio. Sofia escogita poi, un brillante piano per dare una lezione agli altri giganti, dopo aver condiviso un viaggio insieme al GGG nel paese dei sogni, e dopo averne ammirato la grandiosa collezione che il gigante possedeva.

### Umani
- Mary (la cameriera della regina)
- Mister Tibbs (il maggiordomo del palazzo)
- Il capo dell'esercito
- Il capo dell'aviazione
- Sofia (un'orfanella; la protagonista)
- La regina d'Inghilterra
- Jack o Giacomino (visto nell'incubo dei giganti)

### Giganti
- Il GGG (Grande Gigante Gentile, il protagonista)
- L'InghiottiCicciaViva
- Il Ciuccia-Budella
- Lo Strizza-Teste
- Il Trita-Bimbo
- Il vomitevole
- Il Crocchia-Ossa
- Lo Spella-Fanciulle
- Il San Guinario
- Lo Scotta-Dito

## Illustrazioni
Le illustrazioni dell'edizione originale sono realizzate da Quentin Blake, un famoso illustratore del Royal College of Art. L'artista ha illustrato più di 300 libri ed è arrivato al successo proprio grazie alle opere di Roald Dahl. In Italia è conosciuto principalmente per aver illustrato alcuni romanzi per ragazzi di Bianca Pitzorno.

## Altri media
Dal libro sono stati tratti un film d'animazione e un film:
- Il mio amico gigante (The BFG - The Big Friendly Giant), regia di Brian Cosgrove e Mark Hall (1989)
- Il GGG - Il grande gigante gentile (The BFG), regia di Steven Spielberg (2016)